# Nordbyen
Nordbyen – miasto w Danii, w regionie Zelandia, w gminie Guldborgsund.